# Hannes Rossacher

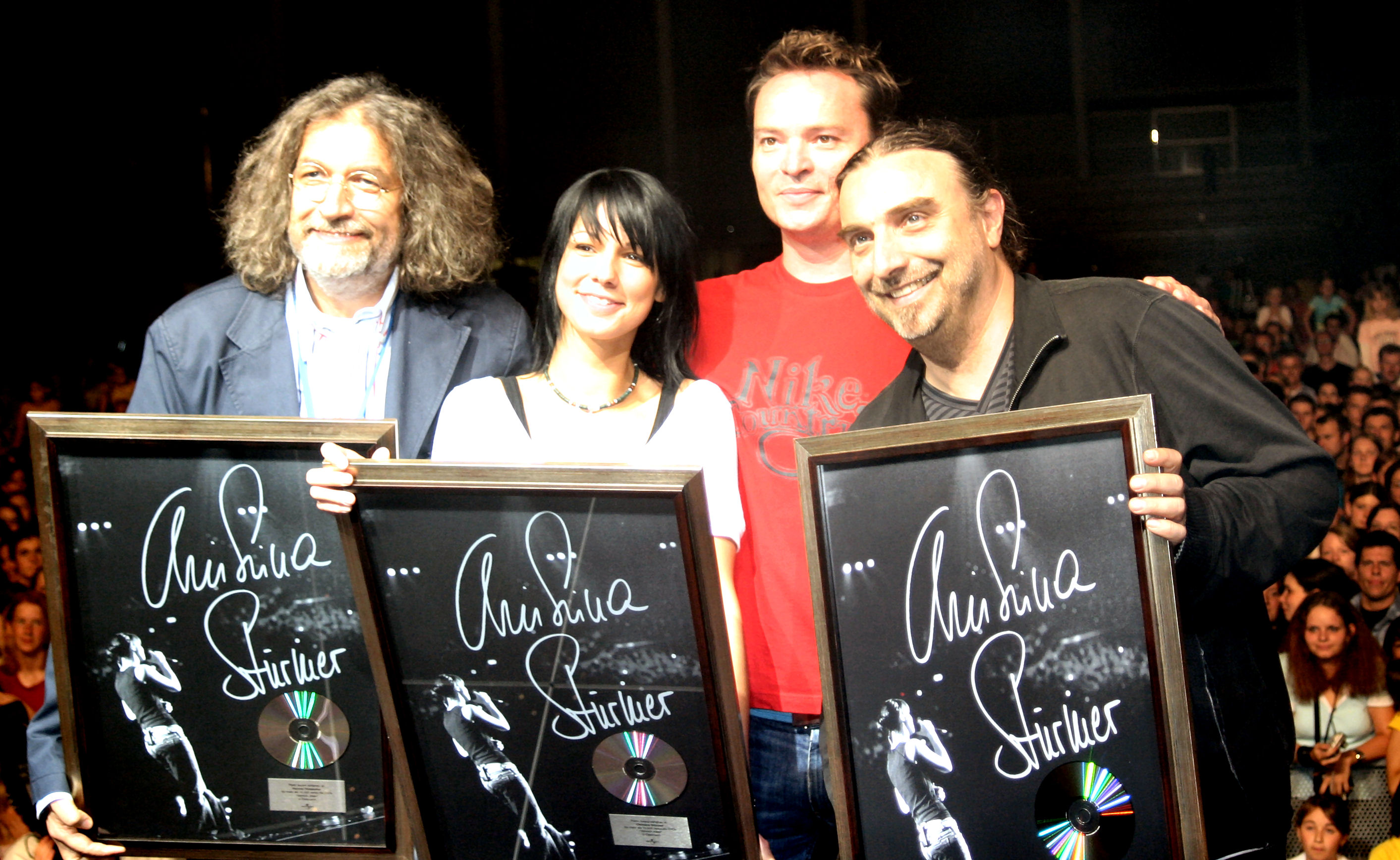
2005 von links nach rechts: Hannes Rossacher, Christina Stürmer, Hannes Eder, Rudi Dolezal

Hannes Rossacher (* 16. Oktober 1952 in Steyr) ist ein österreichischer Regisseur und Filmproduzent.
Hannes Rossacher arbeitete seit 1976 mit Rudi Dolezal unter dem Namen DoRo als Filmproduzenten zusammen. Beiträge für die ORF-Jugendsendung „Ohne Maulkorb“ zählten zu seinen ersten größeren Aufträgen. Neben Arbeiten für zahlreiche deutsche und internationale Künstler waren die beiden durch DoRo in den 1990ern an der Gründung von VIVA beteiligt und zählten zu den ersten Teilhabern des Senders.
Mit dem Konkurs der DoRo Produktion 2003 trennten sich die geschäftlichen Wege von Rudi Dolezal und Hannes Rossacher vorerst.
2008 erhielt Rossacher – gemeinsam mit Dolezal – eine Romy für die Dokumentation Weltberühmt in Österreich – 50 Jahre Austropop.